# Martín Osimani
Martín Osimani (n. Montevideo; 22 de mayo de 1981) es un exjugador uruguayo de baloncesto que actuaba en la posición de base.Además, fue miembro de la selección de baloncesto de Uruguay.

## Primeros años
Hijo de Luis Osimani y Alicia Silveira, Martín Osimani nació en Montevideo el 22 de mayo de 1981. Años más tarde se mudó a Hialeah, en Estados Unidos, para asistir allí a secundaria. Fue considerado entre los mejores jugadores del estado de Florida al promediar casi un triple doble por partido (13,8 puntos, 10,8 asistencias y 8,2 rebotes) compitiendo para la secundaria Champagnat Catholic High School y fue incluido en el top 100 de reclutas de secundaria por ESPN.com.
Fue reclutado por universidades importantes como la de Duke o UCLA, pero finalmente decidió asistir a la Universidad de Utah. En su primer año, Osimani jugó en 28 de los 30 partidos del equipo. Sin embargo, solo promedió 1,2 puntos y 1 asistencia en 8,0 minutos por partido.
Después de una temporada decepcionante en Utah, Osimani regresó a Florida y asistió al Miami-Dade Community College. En una temporada allí, promedió 8,3 puntos, 3,8 rebotes, 6,9 asistencias y 3,5 robos por partido, lo que le valió ser reconocido entre los mejores de su conferencia. Al terminar dicha temporada, regresó al baloncesto universitario de la NCAA, representando a la Universidad Duquesne. Tuvo una exitosa campaña como base titular para los Dukes en la que repartió 172 asistencias, la segunda mejor marca personal para una temporada en toda la historia de la universidad.

## Carrera profesional
Después de graduarse, Osimani regresó a Uruguay para jugar en el Club Biguá de la Liga Uruguaya de Básquetbol. Junto a Leandro García Morales, ayudó al equipo a conseguir el título de liga en 2008. En sus años de profesional ha jugado en otros países, como Venezuela, México, Puerto Rico y Argentina. También se desempeñó en el UniCEUB Centro Universitário de Brasília, de la Liga Brasileña de Baloncesto de Brasil. Fue fichado por el Club Atlético Aguada de Uruguay para disputar la temporada 2014/2015.

### Resumen
- 2000-2001: Biguá
- 2001: Champagnat C. School
- 2001-2002: Utah (NCAA)
- 2002-2003: Miami Dade
- 2003-2005: Duquesne
- 2005-2008: Biguá LUB
- 2008: Trotamundos de Carabobo LPBV
- 2008-2009: Biguá LUB
- 2009: Atléticos de San Germán BSN
- 2009-2010: Halcones UV Córdoba LNBP
- 2010: Trotamundos de Carabobo LPBV
- 2010-2011: Halcones UV Xalapa LNBP
- 2011: Soles de Mexicali LNBP
- 2011-2012: Obras Sanitarias LNBA
- 2013: UniCEUB NBB
- 2014: Aguada LUB
- 2015: Defensor Sporting LUB
- 2016-17: Peñarol, LNB
- 2018: Boca Juniors, LNB[3]
- 2018-2019: Biguá LUB
- 2021-2023: Goes LUB
- 2023-presente: Biguá LUB

## Selección nacional
Osimani ha jugado para distintas categorías de la selección uruguaya desde el año 1998. Ha disputado los últimos cuatro campeonatos continentales, el Campeonato FIBA Américas 2005, 2007, 2009 y 2011, representando a su país.